# Agrilus aeneocephalus
Agrilus aeneocephalus es una especie de insecto del género Agrilus, familia Buprestidae, orden Coleoptera. Fue descrita por Fisher, 1928.
Se encuentra en Arizona, Estados Unidos. Los adultos se encuentran en plantas de Acacia y Mimosa.